# Klockorna i S:t Mary
Klockorna i S:t Mary (engelska: The Bells of St. Mary's) är en amerikansk dramafilm från 1945 i regi av Leo McCarey. I huvudrollerna ses Bing Crosby och Ingrid Bergman. Crosby och Bergman nominerades till en Oscar för bästa manliga respektive kvinnliga huvudroll; filmen nominerades även i kategorier som bästa film, bästa regi, bästa filmmusik och mottog en Oscar för bästa ljud. Filmen är en uppföljare till Vandra min väg från 1944, där Crosby spelade samma roll.

## Rollista i urval
- Bing Crosby – fader Chuck O'Malley, pastor vid St. Mary's Convent School
- Ingrid Bergman – syster Mary Benedict, föreståndarinna vid St. Mary's Convent School
- Henry Travers – Horace P. Bogardus
- William Gargan – Joe Gallagher, pianist, Patsys far
- Ruth Donnelly – syster Michael, syster Benedicts assistent
- Joan Carroll – Patricia "Patsy" Gallagher, elev
- Martha Sleeper – Mary Gallagher, Patsys mor
- Rhys Williams – doktor McKay, Bogardus läkare
- Richard Tyler – Eddie Breen, elev
- Una O'Connor – Mrs. Breen

## Om filmen
Klockorna i S:t Mary har visats i SVT, bland annat i juni 2020.

## Musik i filmen
- "Aren't You Glad You're You?" (Jimmy Van Heusen/Johnny Burke), sjungs av Bing Crosby
- "Adeste Fideles", sjungs av Bing Crosby och kör
- "In the Land of Beginning Again" (George W. Meyer/Grant Clarke), sjungs av Bing Crosby
- "O Sanctissima", sjungs av Bing Crosby
- "It's Spring" ("Vårvindar friska"), sjungs av Ingrid Bergman
- "The Bells of St. Mary's" (A. Emmett Adams/Douglas Furber), sjungs av by Bing Crosby och kör

## I populärkultur
Filmen refereras till i filmen Livet är underbart (1946), där Henry Travers, som medverkar i Klockorna i S:t Mary, spelar skyddsängel.
Den refereras även till i Gudfadern (1972), där Michael och Kay ser filmen på Radio City Music Hall.